# 3-ossoacil-(proteina trasportante acili) reduttasi (NADH)
La 3-ossoacil-(proteina trasportante acili) reduttasi (NADH) è un enzima appartenente alla classe delle ossidoreduttasi, che catalizza la seguente reazione:
(3R)-3-idrossiacil-(proteina trasportante acili) + NAD+ ⇄ 3-ossoacil-(proteina trasportante acili) + NADH + H+
L'enzima è parte del metabolismo biosintetico delle piante ed è differente dalla 3-ossoacil-(proteina trasportante acili) reduttasi.